# Червенаково
Червена́ково (болг. Червенаково) — село в Сливенській області Болгарії. Входить до складу общини Твирдиця.

## Населення
За даними перепису населення 2011 року у селі проживали 197 осіб.
Національний склад населення села:
| Національність   | Кількість осіб | Відсоток |
| ---------------- | -------------- | -------- |
| болгари          | 135            | 95,1 %   |
| турки            | 0              | 0 %      |
| не визначились   | 6              | 4,2 %    |
| Всього відповіли | 142            |          |

Розподіл населення за віком у 2011 році:
Динаміка населення: